# 9884 Příbram
9884 Příbram eller 1994 TN3 är en asteroid i huvudbältet som upptäcktes den 12 oktober 1994 av de båda tjeckiska astronomerna Miloš Tichý och Zdeněk Moravec vid Kleť-observatoriet. Den är uppkallad efter staden Příbram.
Asteroiden har en diameter på ungefär 5 kilometer och den tillhör asteroidgruppen Massalia.